# Silly (Belgique)
Pour les articles homonymes, voir Silly.
Silly ([sili] ; en néerlandais Opzullik, en wallon Ch'li) est une commune francophone de Belgique située en Région wallonne dans la province de Hainaut.
La commune de Silly est située dans le triangle formé par Ath, Enghien et Soignies et est traversée par la Sille, un ruisseau qui lui donne son nom. L'entité regroupe depuis la fusion des communes en 1977, les villages et anciennes communes de Bassilly, Fouleng, Gondregnies, Graty, Hellebecq, Hoves et Thoricourt. Ses habitants affichent le revenu annuel moyen le plus élevé de la province de Hainaut.
En néerlandais, Silly se traduit par Opzullik (« Haut-Silly »), Bassilly par Zullik (« Silly »). Vu de Flandre, on regarde les deux villages du bas vers le haut. Vu de Wallonie, c’est l’inverse.

## Géographie

### Sections de commune
| # | Nom         | Superf. (km2) | Habitants (2020) | Habitants par km2 | Code INS |
| - | ----------- | ------------- | ---------------- | ----------------- | -------- |
| 1 | Silly       | 16,94         | 1 864            | 110               | 51068A   |
| 2 | Hellebecq   | 5,51          | 1 025            | 186               | 51068B   |
| 3 | Bassilly    | 12,15         | 2 187            | 180               | 51068C   |
| 4 | Hoves       | 11,55         | 1 543            | 134               | 51068D   |
| 5 | Graty       | 7,00          | 782              | 112               | 51068E   |
| 6 | Thoricourt  | 8,82          | 534              | 61                | 51068F   |
| 7 | Fouleng     | 2,66          | 178              | 67                | 51068G   |
| 8 | Gondregnies | 3,72          | 218              | 59                | 51068H   |

### Communes limitrophes
| Lessines | Enghien                  |                 |
| Ath      | Silly                    | Enghien         |
|          | Brugelette Lens Soignies | Braine-le-Comte |

## Démographie

### Démographie: Avant la fusion des communes
- Source: DGS recensements population

### Démographie: Commune fusionnée
En tenant compte des anciennes communes entraînées dans la fusion de communes de 1977, on peut dresser l'évolution suivante :
Les chiffres des années 1831 à 1970 tiennent compte des chiffres des anciennes communes fusionnées.
- Source : DGS, de 1831 à 1981 = recensements population ; à partir de 1990 = nombre d'habitants chaque 1er janvier.[3]

## Histoire
La première mention de Silly dans des documents se situe à la fin du XIe siècle, en 1095. La localité formait avec Gondregnies une seigneurie importante et était le siège d'une des douze pairies du Hainaut. La pairie de Silly est entrée très tôt dans la maison des Trazegnies, probablement par alliance. Les premières chartes datent de 1095 avec Fastré ou Fastrede, Siger et Wautier ou Walter de Silli ou Siligio qui scellent la donation d'Hellebecq à l'abbaye d'Ename et qui partagent ainsi la pairie de Silly. Le dernier baron et pair de Silly est le marquis Ferdinand-Octave de Trazegnies en 1740. Silly passe ensuite dans la famille de Ligne (Maison de Ligne).
Pendant la Seconde Guerre mondiale, se développa le Maquis de Saint-Marcoult, important centre d'atterrissage d'armes pour les maquis de tout le pays.
Silly possédait autrefois sur ses terres (au hameau de Mauvinage) le plus vieux moulin à vent sur pivot d'Europe. Construit en 1180, il est tombé en ruines après le passage d'une tornade le 21 septembre 1946.
Aujourd'hui, Silly est réputée pour ses manifestations culturelles telles que le Printemps Musical (festival de musique classique dans des hauts lieux de l'entité), la Nuit de la Musique (concerts multi-genres dans des cafés, restaurants, lieux divers), Sites en Ligne (symposium d'art à proximité du bois de Ligne), le Théâtre au Vert (festival de théâtre à Thoricourt) et les concerts pop/rock de Silly Concerts (au Salon, café-concert du centre de Silly). La commune abrite également une brasserie artisanale fondée en 1850.

## Armoiries
|  | Blason de Silly Blasonnement : Bandé d'or et d'azur à l'ombre d'un lion brochant sur le tout, à la bordure engrêlée de gueules. - Arrêté royal : 31 décembre 1926 |

## Politique et administration

### Conseil et collège communal 2024-2030
| Collège communal   |                   |                           |
| ------------------ | ----------------- | ------------------------- |
| Bourgmestre        | Violaine Herbaux  | MR - Liste du Bourgmestre |
| 1er Échevin        | Eric Perreaux     | MR - Liste du Bourgmestre |
| 2e Échevin         | Jo Devenyn        | MR - Liste du Bourgmestre |
| 3e Échevin         | Freddy Limbourg   | SENS                      |
| 4e Échevin         | Dirk De Clercq    | Liste du Bourgmestre      |
| Présidente du CPAS | Laurence Pierquin | Liste du Bourgmestre      |

### Liste des bourgmestres de 1830 à aujourd'hui
| Identité                          | Période | Période | Durée  |
| Identité                          | Début   | Fin     | Durée  |
| --------------------------------- | ------- | ------- | ------ |
| Christian Leclercq (d)            | 1999    | 2024    | 25 ans |
| François Rosier (d) (1779 - 1856) |         |         |        |

### Jumelages
| Ville | Ville       | Pays | Pays   | Période     |
| ----- | ----------- | ---- | ------ | ----------- |
|       | San Miniato |      | Italie |             |
|       | Sannerville |      | France |             |
|       | Troarn      |      | France | depuis 1993 |